# AgustaWestland
AgustaWestland je helikopterska projektantska i proizvođačka kompanija smještena u Italiji i Velikoj Britaniji. Osnovana je u srpnju 2000. godine kada su se Leonardo (uvijek Finmeccanica) i GKN plc sporazumjeli kako će spojiti svoje helikopterske podružnice (Agusta i GKN-Westland Helicopters) u AgustaWestland, u kojem svaki drži po 50% udjela.
2004. GKN je prodao svoj udio svom partneru, tako da je AgustaWestland danas podružnica u vlasništvu talijanske Finmeccanice.
AgustaWestland otvorila je ured u Philadelphiji, SAD 2005. godine, te je dobila ugovor za sklapanje novog predsjedničkog helikoptera Marine One, pobijedivši američkog konkurenta Sikorsky Aircraft.
Početkom 2010. AgustaWestland preuzeo je PZL-Świdnik, poljskog proizvođača helikoptera, koji je potom promijenio naziv u AgustaWestland Świdnik.

## Proizvodi
- EH101/AW101
- VH-71 Kestrel - VIP inačica helikoptera EH101 koji će služiti kao Marine One. Zajedno s Lockheed Martinom i Bellom.
- AW109S Grand
- AW139 (prije AB139, bio je 50% joint venture s Bellom)
- AW149
- Future Lynx
- Bivši proizvodi Aguste:
  - A109/AW109
  - AW119
  - A129 Mangusta
- Bivši Westlandovi proizvodi:
  - Super Lynx 300
- Joint ventures:
  - NH90 (32% udjela u NHIndustries)
  - BA609 (50% udjela)
- Licencirani proizvodi:
  - AB412
  - Westland WAH-64 Apache inačica Boeingovog AH-64 Apache čija je proizvodnja započela u GKN-Westland

## Galerija
- AW101
- AW139
- Westland Lynx
- A109K2
- A-129CBT Mangusta
- BA609
- Agusta Bell AB412
- WAH64 Apache

## Vanjske poveznice
- Službene stranice Leonardo